# Borda del Músic (Masos de la Coma)
La Borda del Músic és una borda del terme municipal de Conca de Dalt, dins de l'antic terme d'Hortoneda de la Conca, pertanyent a l'antiga caseria dels Masos de la Coma, al límit nord-est del municipi.
És una de les bordes dels Masos de la Coma, a la Coma d'Orient. És la més occidental del sector central de la Coma. A llevant seu hi havia la Borda d'Aubarell. Al nord-est, les bordes de Maladent i de Senllí, les dues amb pallissa annexa, i la Borda del Gorret, desapareguda. Al seu est-sud-est, hi ha la Borda d'Isabel.